# Футуроархаика
«Футуроархаика» — седьмой студийный альбом российского хип-хоп-исполнителя Boulevard Depo, выпущенный 6 декабря 2024 года. Всего в пластинку вошло 15 композиций, общей длительностью более 28 минут. Гостевые появления других артистов отсутствуют.  

## Реакция
- Хип-хоп-портал The Flow поместил «Футуроархаику» на 15 место среди «50 лучших альбомов 2024»[5], а песню «Ты не танк» на 38 строчку списка «50 лучших песен 2024»[6].
- Звук Медиа включил «Футуроархаику» в пятёрку главных русскоязычных хип-хоп альбомов 2024 года[7].
- Журнал Афиша.Daily включил работу в свой список 39 лучших альбомов 2024 года[8].
- Редакция журнала Собака.ru поместила «Футуроархаику» в список 24 главных русскоязычных альбомов 2024 года[9].
- Журнал «Правила жизни» включил альбом в свой список 70 главных альбомов 2024 года[10].
- Песня «Нии» была включена в список 39 «наиболее запомнившихся и ярких треков, вышедших в 2024 году» по мнению редакции журнала Forbes[11].

## Список композиций
| №                   | Название              | Длительность |
| ------------------- | --------------------- | ------------ |
| 1.                  | «Введение / Будем»    | 1:45         |
| 2.                  | «Феос»                | 2:55         |
| 3.                  | «Дифирамб стримингу»  | 2:09         |
| 4.                  | «Дырбулщищ»           | 2:19         |
| 5.                  | «Белый флаг»          | 2:34         |
| 6.                  | «762x39»              | 1:41         |
| 7.                  | «Я+Сваял»             | 1:56         |
| 8.                  | «Амударья / Сырдарья» | 1:50         |
| 9.                  | «Гандикап»            | 1:42         |
| 10.                 | «Тынетанк»            | 1:50         |
| 11.                 | «Диджитал Иго»        | 2:06         |
| 12.                 | «ХП»                  | 1:58         |
| 13.                 | «Локомотив»           | 1:44         |
| 14.                 | «Дисскоммуник»        | 1:48         |
| 15.                 | «Нии»                 | 2:10         |
| Общая длительность: | Общая длительность:   | 28:39        |

## Чарты
| Чарты (2024)            | Высшая позиция |
| ----------------------- | -------------- |
| Россия (Apple Music)    | 1              |
| Россия (VK Музыка)      | 4              |
| Украина (Apple Music)   | 10             |
| Казахстан (Apple Music) | 11             |
| Кипр (Apple Music)      | 18             |